# 津野一輔

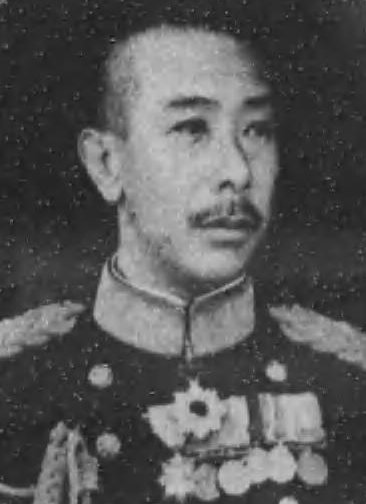
津野一輔

津野 一輔（つの かずすけ、1874年1月28日 - 1928年2月24日）は、日本陸軍の軍人。最終階級は陸軍中将。

## 経歴
山口県出身。津野成章陸軍少佐の長男として生れる。陸軍幼年学校を経て、1894年7月、陸軍士官学校（5期）を卒業、同年9月、陸軍少尉に任官され、日清戦争では近衛歩兵第2連隊付として出征。1895年8月、台湾で戦傷を受けた。1901年11月、陸軍大学校（15期）を卒業。歩兵第39連隊中隊長、陸軍省総務局課員などを経て、陸軍省副官兼陸軍大臣秘書官となり、寺内正毅大臣に仕えた。日露戦争では、第5師団参謀として出征した。
ドイツ駐在を経て、陸相秘書官・陸軍省副官となり、再度寺内大臣に仕えた。歩兵第3連隊付、麻布連隊区司令官、近衛歩兵第2連隊長、陸軍省軍事課長などを歴任。1918年7月、陸軍少将に進級し、近衛歩兵第2旅団長を務めた。
シベリア出兵時に発生した尼港事件の救援のため派遣された、北部沿海州派遣隊司令官となった。また、サガレン州派遣軍参謀長として、北部樺太占領に従事した。
第16師団付、陸軍士官学校長などを経て、1923年8月、陸軍中将に進級。教育総監部本部長、陸軍次官などを経て近衛師団長となり、在任中の1928年（昭和3年）に死去。墓所は多磨霊園。
津野は長州閥において田中義一の後継者と目されていた。津野の死後、岡山出身の宇垣一成が自派を拡大して陸軍を主導していくこととなった。

## 栄典・授章・授賞
位階
- 1894年（明治27年）10月26日 - 正八位[3]

勲章等
- 1912年（大正元年）8月1日 - 韓国併合記念章[4]
- 1928年（昭和3年）2月24日 - 帝都復興記念章[5]

## 親族
- 妻 津野ハツ子 岡市之助陸軍中将の娘
- 息子 津野和敬陸軍中尉